# Fede Galizia
Fede Galizia (Milano, 1578 – Milano, 1630) è stata una pittrice italiana.

## Biografia

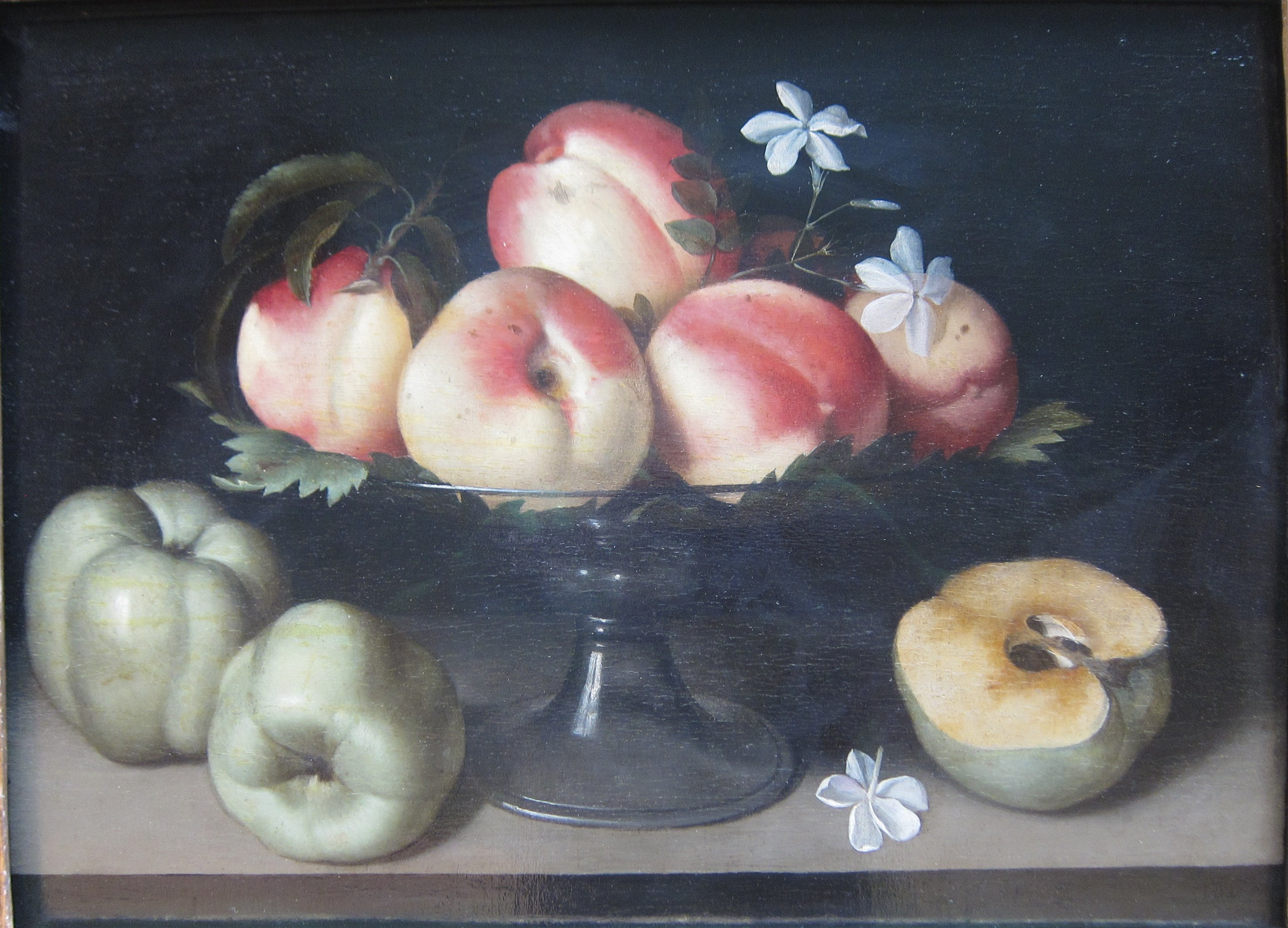
Fede Galizia - Natura morta (ca. 1593)

Non si conosce la data di nascita della pittrice ma viene generalmente indicato il 1578, figlia del pittore e miniaturista trentino Nunzio Galizia. Una lunga iscrizione presente sul Ritratto di Paolo Morigia collocava la nascita al 1578. La critica contemporanea è concorde nel considerarla non autografa e spuria. La prima attestazione dell'artista si colloca nel 1587 quando è celebrata, con il padre, in un componimento poetico da Giovanni Paolo Lomazzo. Ciò detto, alla Mostra di Arte Sacra, organizzata a Trento nel 1905, è presentata un'Adorazione dei pastori, realizzata da Nunzio e Fede Galizia, datata 1584 di cui si sono perse le tracce.
 

La prima opera nota della pittrice è il ritratto inciso di Gherardo Borgogni. Viene pubblicato dal poeta nel verso del frontespizio delle Rime (1592) e riproposto nelle Gioie poetiche (1593). Entrambe le raccolte presentano un madrigale dedicato a Nunzio Galizia e due alla figlia Fede. Tra il 1592 e il 1595 esegue il ritratto del gesuato Paolo Morigia. Le date si ricavano dalla presenza di una copia dell'Historia dell'antichità di Milano, pubblicata nel 1592, e dalla menzione dell'opera da parte dell'effigiato nella Nobiltà di Milano del 1595. Gherardo Borgogni ricorda che il ritratto era esposto sulla piazza del Duomo di Milano dove era ammirato da un vasto pubblico. In questo giro d'anni la fortuna di Fede Galizia valica i confini nazionali dato che alcune sue opere sono inviate alla corte di Rodolfo II a Praga. 

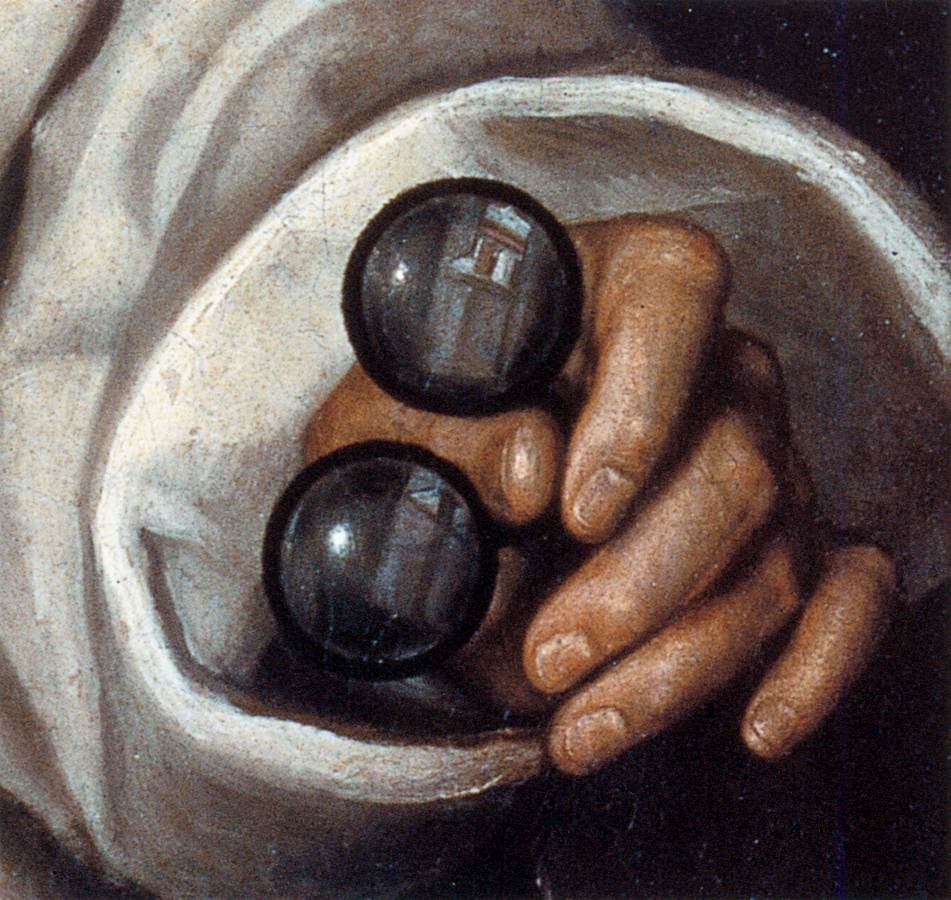
Fede Galizia - Ritratto di Paolo Morigia (dettaglio)

Nel 1596 realizza la Giuditta con la testa di Oloferne, firmata e datata, di cui si ignora la committenza e la storia collezionistica fino alla sua comparsa nella collezione dei coniugi Polak. L'opera è la prima documentata, dedicata a questo soggetto, realizzata da una donna pittrice, seguiranno le opere di Lavinia Fontana e Artemisia Gentileschi. Nel 1601 esegue un'altra Giuditta, firmata e datata, oggi conservata presso la Galleria Borghese di Roma. 
Fede Galizia diventa in breve tempo una ritrattista affermata e ricercata. Molti di queste opere non sono ancora riemerse come il Ritratto di Ludovico Settala, noto solo attraverso l'incisione realizzata da Raphael Sadeler I tra 1600 e 1601. Il medico sarà nuovamente effigiato dall'artista vent'anni dopo come testimoniano le tele conservate alla Pinacoteca Ambrosiana di Milano. Altri ritratti sono stati ricondotti a Galizia in anni relativamente recenti; il Federico Zuccari, conservato agli Uffizi, nonostante fosse firmato e datato 1604 era considerato un autoritratto. A cavallo tra 1605 e 1606 si colloca l'Allegoria celebrativa del giurista Jacopo Menochio e della moglie Margherita Candiani, passato da Sotheby's nel 2019, completata nella decorazione da Nunzio Galizia. Tra 1622 e 1623 realizza il Ritratto di Pietro Martire Mascheroni per la serie dei benefattori della Ca' Granda.
La prima menzione di un'opera sacra realizzata dalla pittrice è nel 1607. Si tratta di un San Simonino da Trento, oggi perduto, destinato a Carlo Gaudenzio Mandruzzo e noto solo attraverso la stampa realizzata da Pietro Stefanoni. Nel 1610 si colloca la prima pala d'altare a noi nota: un'Adorazione dei Magi realizzata per la chiesa napoletana di Sant'Anna dei Lombardi e oggi conservata in San Pasquale a Chiaia. Stanislao d'Aloé descrive la firma e la data oggi andate perdute. Un anno dopo, sempre a Napoli, realizza per l'agente di cambio Pietro Cortone il San Carlo in estasi davanti alla Croce con la reliquia del Sacro Chiodo pensato originariamente per la chiesa di Sant'Anna dei Lombardi ma precocemente spostata in San Carlo alle Mortelle. L'unica pala d'altare realizzata da Fede Galizia per una chiesa milanese, giunta ai giorni nostri, è il Noli me tangere, firmato e datato 1616, per la chiesa di Santa Maria Maddalena al Paradiso. Dopo la soppressione dell'edificio la tela transita all'Accademia di Brera dove è conservata fino al 1889 quando viene spostata nella Basilica di Santo Stefano. Dal 2009 l'opera si conserva alla Pinacoteca di Brera. 
Il 21 giugno 1630 redige testamento; morirà nello stesso anno, vittima della epidemia di peste. 

## Opere principali

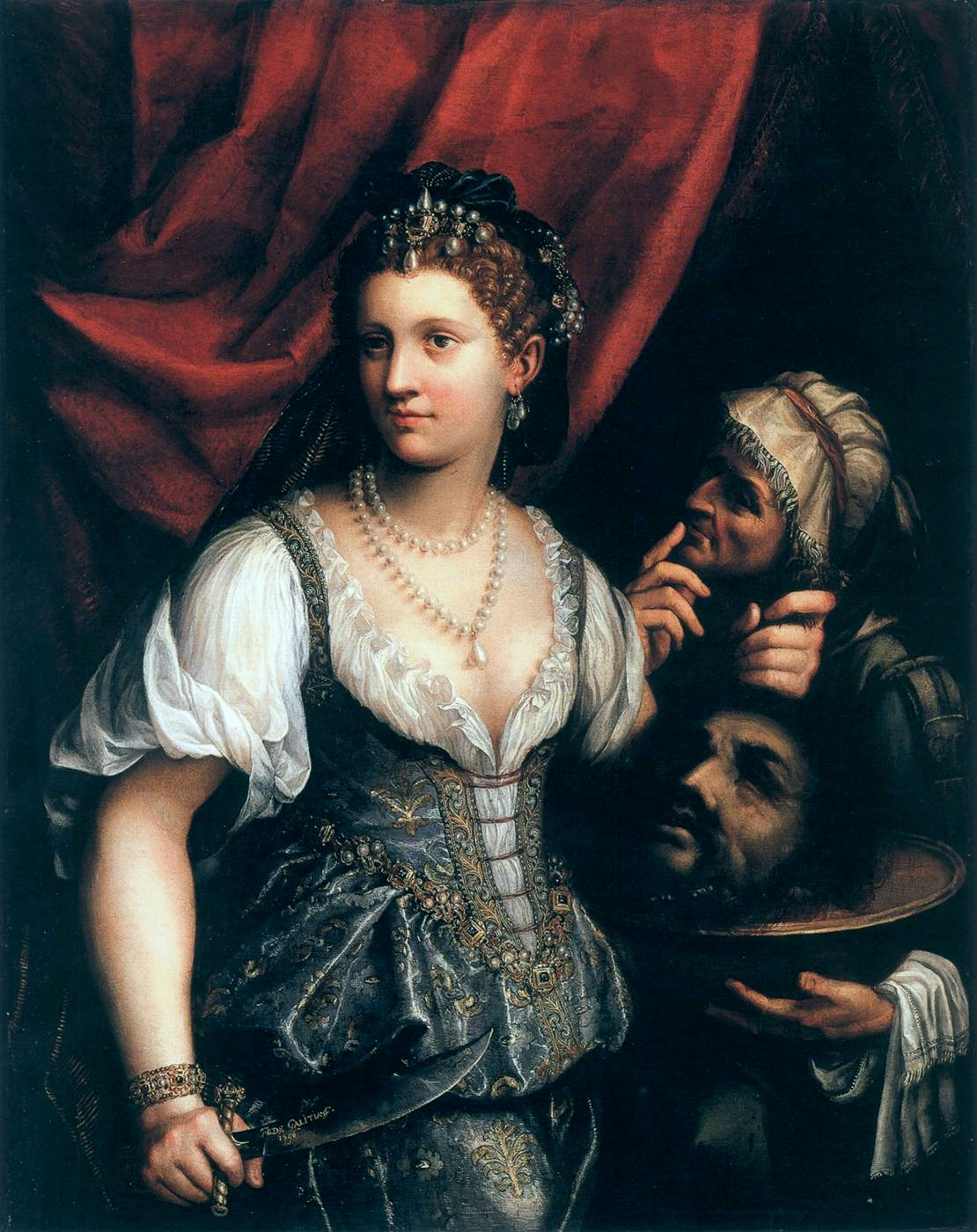
Fede Galizia, Giuditta con la testa di Oloferne e la serva Abra

- Ritratto di Paolo Morigia, 1592-1595, tela, 88×79 cm, Milano, Pinacoteca Ambrosiana.
- Giuditta con la testa di Oloferne e la serva Abra,1596, tela, 120,7×94 cm, Sarasota, Ringling Museum of Art.
- Orazione nell'Orto, 1600 circa, tavola, 41,7×41,7 cm, Milano, Museo Diocesano.
- Giuditta con la testa di Oloferne e la serva Abra,1601, tela, 123×92 cm, Roma, Galleria Borghese.
- Angioletto seduto su una cornice, prima del 1602, disegno, 154×134 mm, Milano, Biblioteca Ambrosiana.
- Ritratto di Federico Zuccari, 1604, tela, 55,5×43 cm, Firenze, Gallerie degli Uffizi.
- Allegoria celebrativa di Jacopo Menochio e Margherita Candiani, con Nunzio Galizia, 1605-1606, rame e tavola, 25,7×31,4 cm, Collezione privata.
- Giuditta con la testa di Oloferne e la serva Abra, 1605-1610 circa, tela, 111,5×83,5 cm, Torino, Galleria Sabauda.
- Alzata in vetro con pesche su foglie di vite, gelsomino e mele cotogne, post 1607, tavola, 28,8×41 cm, Cremona, Museo Civico Ala Ponzone.
- Cesto di vimini con castagne, mele e un coniglio, post 1607, tavola, 28,8×41 cm, Cremona, Museo Civico Ala Ponzone.
- Adorazione dei Magi, 1610, tela, 240×171 cm, Napoli, San Pasquale a Chiaia.
- San Carlo in estasi davanti alla Croce con la reliquia del Sacro Chiodo, 1611, tela, 350×200 cm, Napoli, Chiesa di San Carlo alle Mortelle.
- Noli me tangere, 1616, tela, 313×199 cm, Milano, Pinacoteca di Brera.
- Ritratto di Pietro Martire Mascheroni, 1622-1623, tela, 132×101 cm, Milano, Ospedale Maggiore Ca' Granda.
- San Carlo in processione con il Sacro Chiodo, 1623-1625 circa, tela, 216×121 cm, Milano, Museo del Duomo.
- Sant'Antonio Abate, 1625 circa, tela 370×255 cm, Milano, Sant'Antonio Abate.
- San Paolo eremita, 1625 circa, tela 370×255 cm, Milano, Sant'Antonio Abate.
- Ritratto di Ludovico Settala, 1625 circa, tela, 65×51 cm, Milano, Pinacoteca Ambrosiana.